# Pismo saurasztra
Pismo saurasztra – alfabet sylabiczny, tradycyjnie używany do zapisu indoaryjskiego języka saurasztryjskiego w południowych Indiach. Powstał pod koniec XIX w., obecnie najczęściej używa się zmodyfikowanej wersji pisma tamilskiego. Podobnie jak inne alfabety indyjskie, obowiązuje kierunek pisma od lewej do prawej, w liniach poziomych.